# Eyalet de Kars
1580–1845
Entités précédentes :
- Iran séfévide

Entités suivantes :
- Eyalet d'Erzurum

Le pachalik ou eyalet de Kars (turc ottoman : ایالت قارص, Eyālet-i Ḳarṣ) est un eyalet (province) de l'Empire ottoman, dans le nord-est de l'Anatolie, qui a existé de 1580 à 1845. Son territoire, longtemps disputé entre l'Empire ottoman et l'Iran puis la Russie, appartient aujourd'hui à la Turquie.

## Histoire

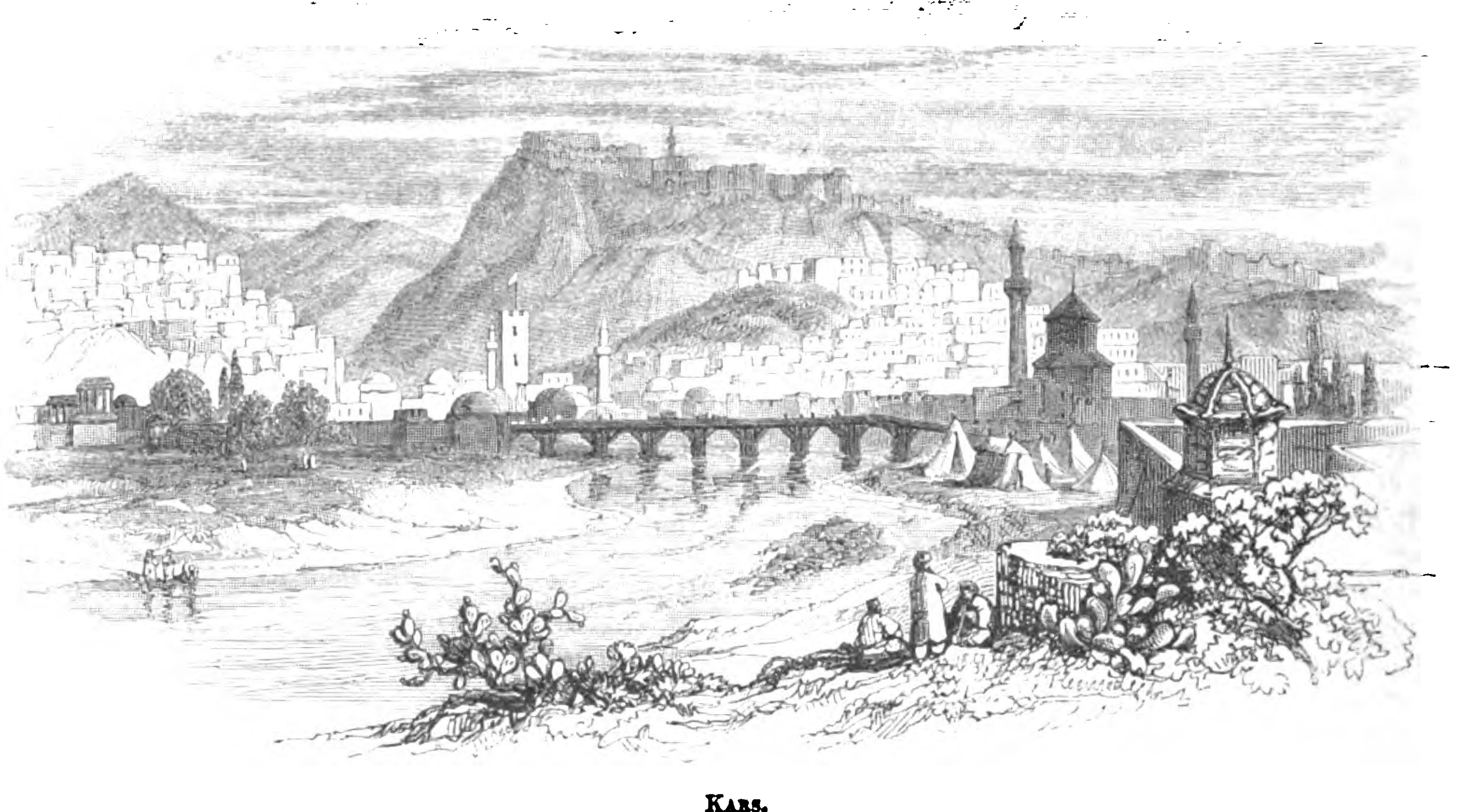
Kars, par George Dodd, 1856.

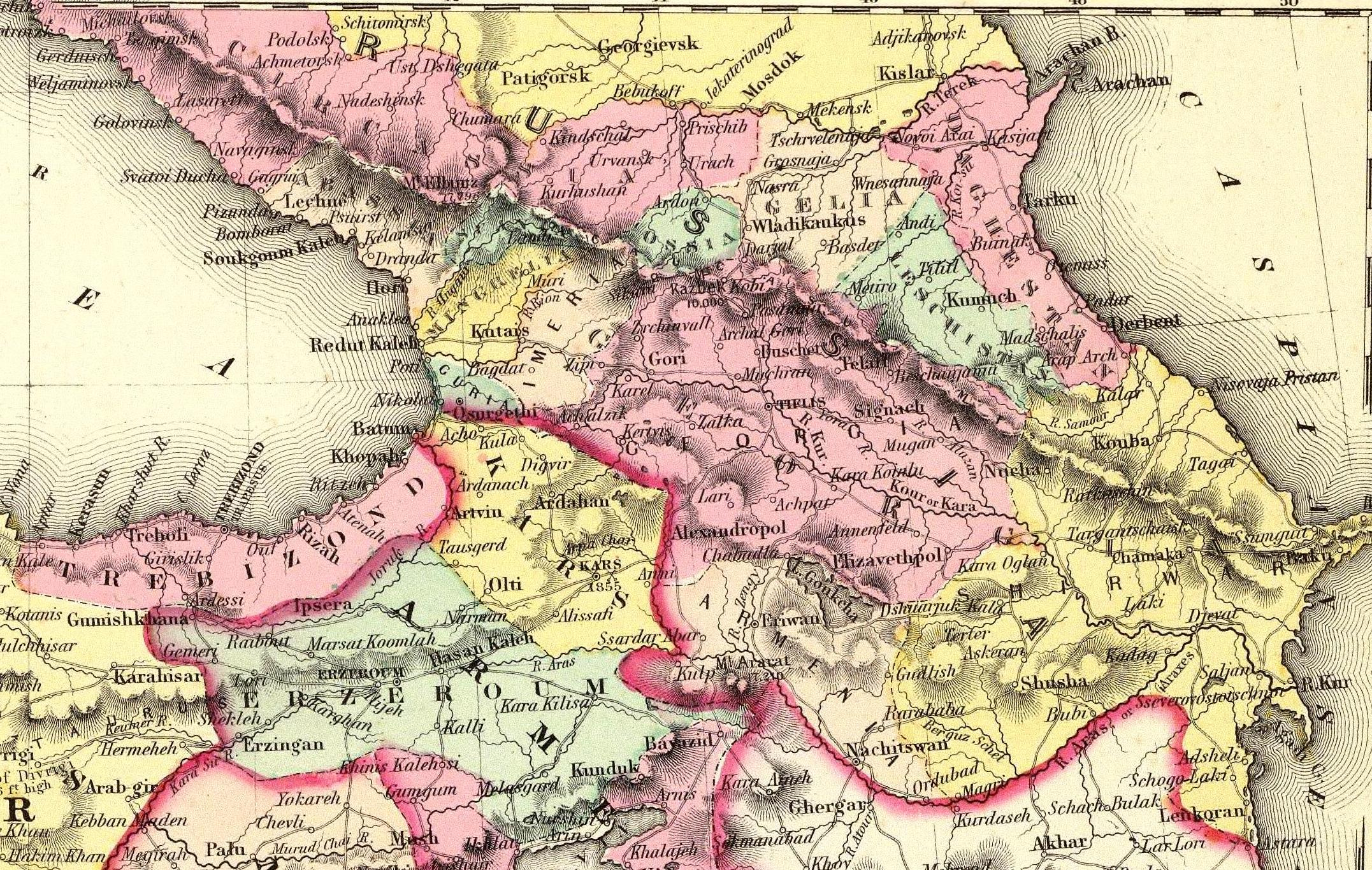
Anatolie orientale et Caucase, carte de G.W. Colton, 1856.

La forteresse de Kars, rasée par Tamerlan en 1368, est relevée ensuite par les principautés turkmènes des Qara Qoyunlu puis des Aq Qoyunlu avant d'être prise par Ismaïl Ier, fondateur de la dynastie iranienne chiite des Séfévides. Disputée entre Séfévides et Ottomans pendant la guerre ottomano-persane de 1532-1555, elle est alors neutralisée et ses remparts démantelés. Elle est de nouveau prise par le vizir ottoman Lala Mustafa Pacha en 1580, pendant la guerre ottomano-persane de 1578-1590 (en), et devient la capitale d'une province de premier rang (eyalet ou pachalik). On y montrait le tombeau supposé du maître soufi Abu al-Hassan al-Kharaqani.
La province change de mains plusieurs fois pendant les guerres ottomano-persanes (1603-1618, 1730–1735, 1743-1746, 1821–1823). Le traité d'Erzurum (en) de 1823 en reconnaît la possession aux Ottomans mais ce sont alors les Russes qui envahissent le pays à plusieurs reprises, pendant la guerre russo-turque de 1806-1812, celle de 1828-1829 et celle de 1853-1856 (guerre de Crimée). En 1845, l'eyalet de Kars, amputé de plusieurs districts par la conquête russe, est rattaché à celui d'Erzurum. Annexé par la Russie à l'issue de la guerre russo-turque de 1877-1878, son territoire devient une province russe, l'oblast de Kars.
Au XIXe siècle, Kars, 15 000 habitants, passe pour une des plus puissantes forteresses de l'Empire. La seule autre ville notable est Ardahan. C'est une voie de passage des caravanes avec la Perse. La province est parcourue par plusieurs tribus de Turkmènes nomades.

## Subdivisions
L'eyalet est divisé en plusieurs sandjaks (districts). Au XVIIe siècle, ce sont :
- Sandjak du Petit Ardahan (Göle)
- Sandjak de Hujujan (Çıldır)
- Sandjak de Zarshad (Arpaçay)
- Sandjak de Kağızman
- Sandjak de Ketchran
- Sandjak de Kars

Au XIXe siècle, ce sont :
- Sandjak d'Ardahan
- Sandjak de Kağızman
- Sandjak de Ketchik
- Sandjak de Kodjevan (Kechror ?)
- Sandjak de Kaizeman
- Sandjak de Sarouchad
- Sandjak de Kars

## Sources et bibliographie
- (en) Cet article est partiellement ou en totalité issu de l’article de Wikipédia en anglais intitulé « Kars Eyalet » (voir la liste des auteurs) dans sa version du 28 décembre 2016.
- Evliya Çelebi, Narrative of Travels in Europe, Asia, and Africa in the Seventeenth Century, Volume 1, p. 94
- Conrad Malte-Brun, Géographie universelle, ou Description de toutes les parties du Monde, Volume 4, Paris, 1856
- GHADERI-MAMELI Soheila, « L'histoire mouvementée des frontières orientales de la Turquie », Confluences Méditerranée, 2/2005 (No 53), p. 91-102 En ligne
- M. Th. Houtsma, First encyclopedia of Islam, E.J. Brill, 1913-1936, p. 774